# 32.ª División (Ejército Popular de la República)
La 32.ª División fue una de las divisiones del Ejército Popular de la República que se organizaron durante la guerra civil española sobre la base de las Brigadas Mixtas. Estuvo desplegada en los frentes de Aragón y Segre.

## Historial
La unidad fue creada el 28 de abril de 1937, como una división de reserva del Ejército del Este. Con posterioridad, la 32.ª División quedaría encuadrada en el XI Cuerpo de Ejército, quedando situada en retaguardia. El mando de la unidad recayó en el coronel de caballería Alfonso Arana Vivanco, que en julio de 1937 sería sustituido por Manuel Gancedo Sáenz.
Durante la ofensiva franquista en el frente de Aragón la 32.ª División se vio obligada a retirarse, estableciendo sus nuevas posiciones defensivas en el frente del Segre. El 8 de septiembre de 1938 fuerzas de la unidad relevaron a la 55.ª División en el sector Agramunt-Artesa de Segre-Tornabous. Tras el comienzo de la ofensiva de Cataluña la 32.ª División, ante la fuerte presión enemiga, se vio obligada a retirarse. En el transcurso de los combates sufrió un fuerte quebranto. En enero de 1939 fue agregada brevemente al X Cuerpo de Ejército, si bien durante el resto de la campaña no tuvo un papel relevante y terminaría retirándose a la frontera francesa.

## Mandos
Comandantes
- coronel de caballería Alfonso Arana Vivanco;[4]
- comandante de infantería Manuel Gancedo Sáenz;[6]

Comisarios
- Cristóbal Albadetrecu, de la CNT;
- Francisco Señer Martín, de la CNT;[7]
- Andrés Semitiel Rubio, del PSOE;

Jefes de Estado Mayor
- mayor de milicias Emilio Bosch Montes;
- teniente de milicias Felipe Félix Moreno Gómez;

## Orden de batalla
| Fecha              | Cuerpo de Ejército adscrito    | Brigadas Mixtas integradas | Frente de batalla |
| ------------------ | ------------------------------ | -------------------------- | ----------------- |
| Junio de 1937      | Reservas del Ejército del Este | 137.ª, 140.ª y 141.ª       | Aragón            |
| Febrero de 1938    | XI Cuerpo de Ejército          | 137.ª, 141.ª y 142.ª       | Aragón            |
| 2 de enero de 1939 | X Cuerpo de Ejército           | 137.ª y 142.ª              | Segre             |